# Rudolf Raimund Ballabene
Rudolf Raimund Ballabene (19. února 1890, Zurndorf – 22. srpna 1968, Vídeň) byl rakouský malíř, sochař a keramik.

## Život
V roce 1909 dokončil studium filozofie a lingvistiky na Univerzitě Karlove v Praze a po krátkém hereckém působení (1909–1914 v souboru Královského zemského (stavovského) divadla v Praze) se Ballabene po skončení první světové války obrátil na dráhu žurnalistiky a malířství. Věnoval se zejména krajinomalbě. 
Od roku 1943 měl Ballabene zakázáno vykonávat své povolání a během nacistické éry byla jeho díla z 20. a 30. let 20. století zabavena a dnes je téměř celá jeho tvorba ztracena. Po druhé světové válce se usadil ve Vídni, kde se brzy stal známým umělcem. 
Od poloviny 60. let 20. století se ve svých malbách přiklonil k abstraktnější tvorbě.